# Echinopsis peruviana
Echinopsis peruviana (sin.Trichocereus peruvianus) também conhecido como Tocha Peruana é um cactos de crescimento rápido nativos da encosta ocidental do Andes em Peru, entre cerca de 2000–3000 m acima do nível do mar. Contém o alcaloide psicoativo mescalina e outros alcaloides, embora os níveis relatados variem consideravelmente e não se aproximem das concentrações encontradas em Echinopsis pachanoi. Contudo é comumente relacionado com o cactus de São Pedro ou Wachuma (Echinopsis pachanoi) embora possui até 20 vezes menos mescalina que o cactus de São Pedro.
Estima-se que os cactos de Tocha Peruana assim como o (Echinopsis pachanoi) venha sendo usado pelos nativos americanos há muitos séculos em especial pelos índios do Peru, da Venezuela e também pelos Yanomami do Brasil (cujas terras fazem fronteira com a Venezuela). O uso do nome vulgar São Pedro é usado para designar a Echinopsis peruviana e outras espécies do gênero Echinopsis, o que é causa frequente de erros na identificação destas plantas.
A finalidade da ingestão era a mesma: o contato com os deuses e as visões mágicas proporcionadas pela planta sagrada produzem a cura de doenças físicas e psíquicas.

## Descrição
A planta é azulada-verde na cor, com hastes fosco, e 6-9 nervuras amplamente arredondados; tem grandes flores brancas. Ele pode crescer até 3–6 m de altura, com hastes de até 8–18 cm em diâmetro; é totalmente ereto quando jovem, mas, mais tarde, possivelmente arqueando-se, ou mesmo ficando prostrado. Possui grupos de 6 a 8 espinhos rígidos cor de mel ao castanhos, até 4 cm de comprimento, send com a maioria de aproximadamente 1 cm, estão localizados nos nós, que estão uniformemente espaçados ao longo das nervuras, até aproximadamente 2,5 cm.

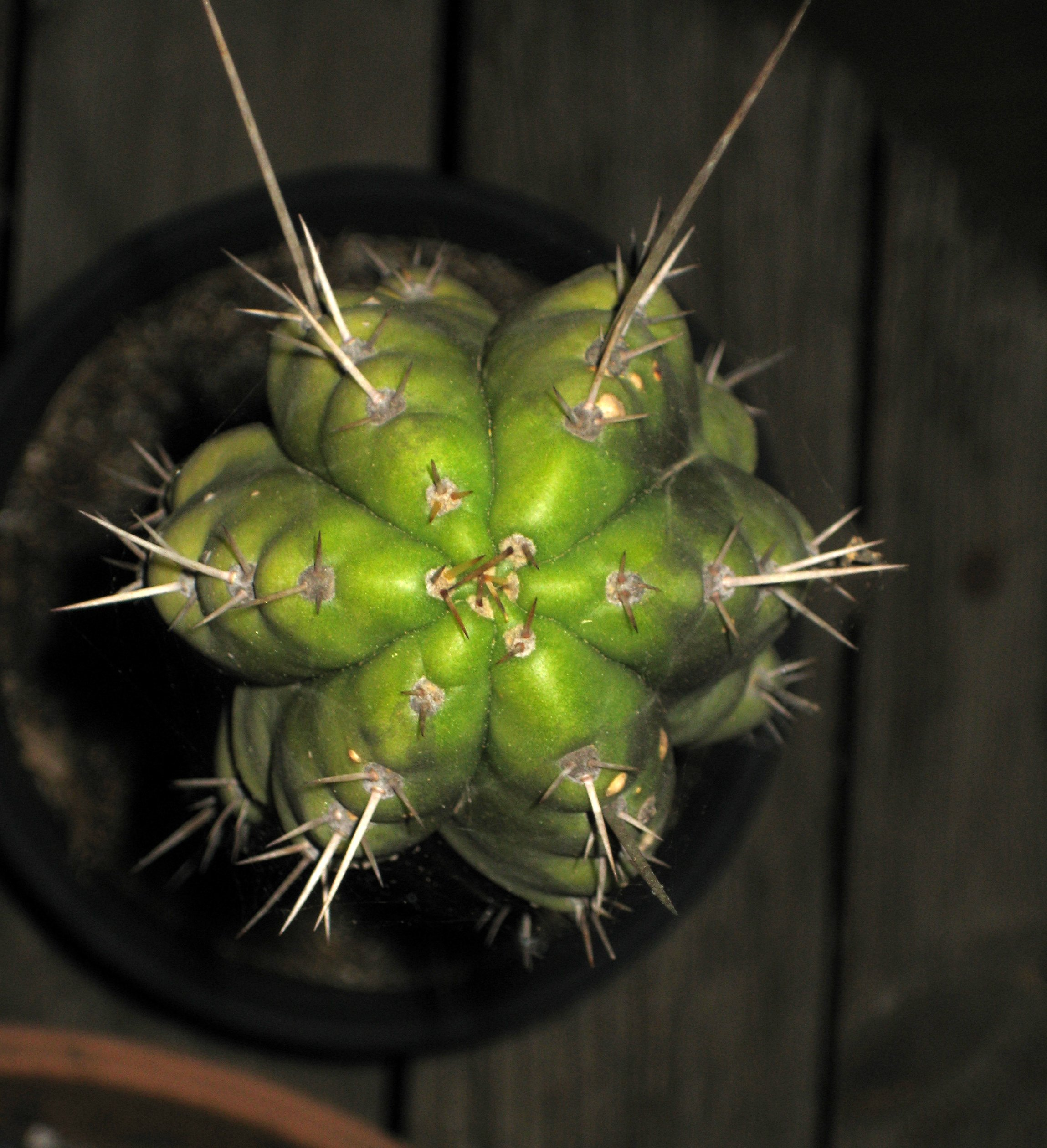
Echinopsis peruviana.

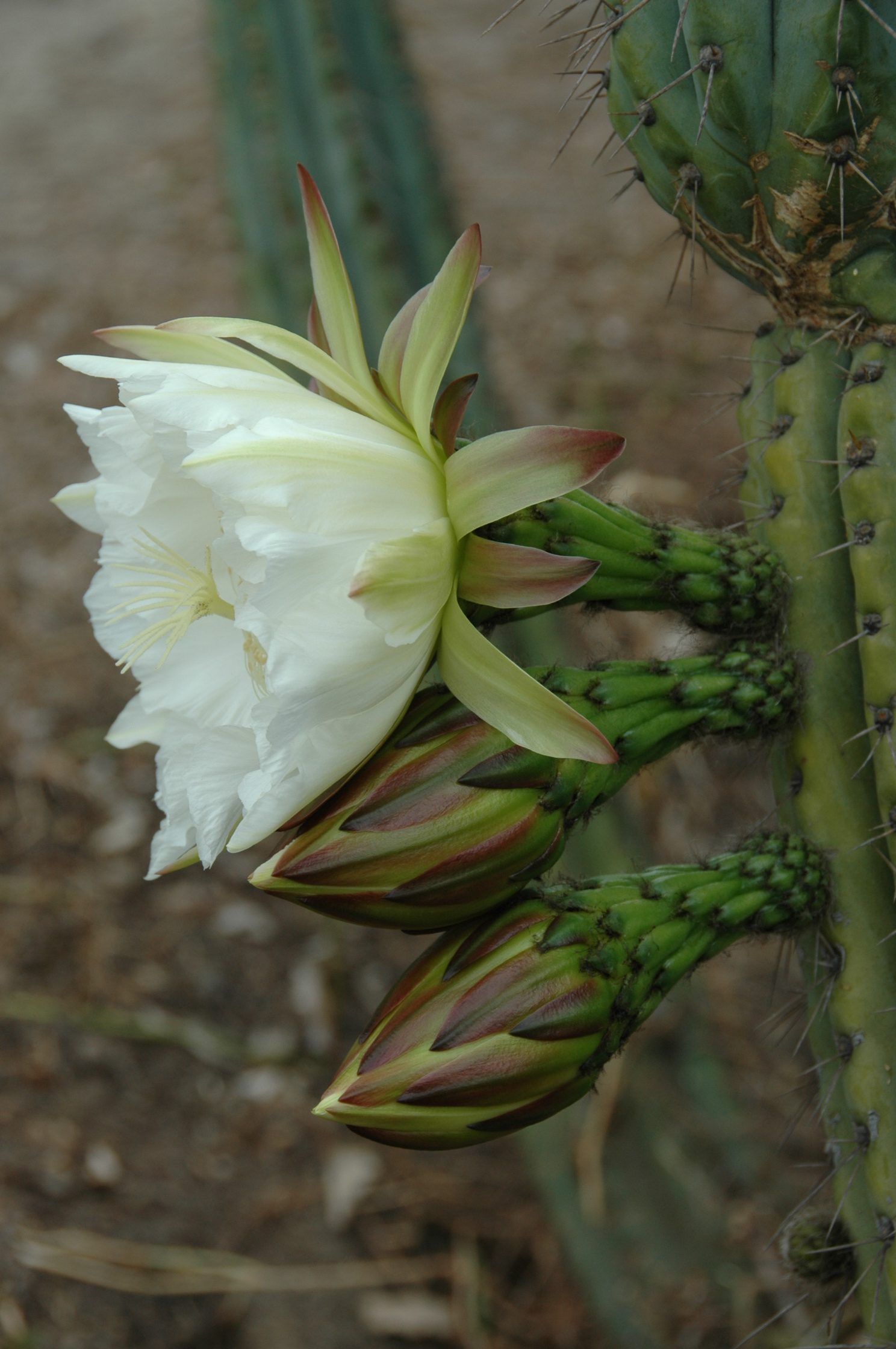
Detalhe da flor

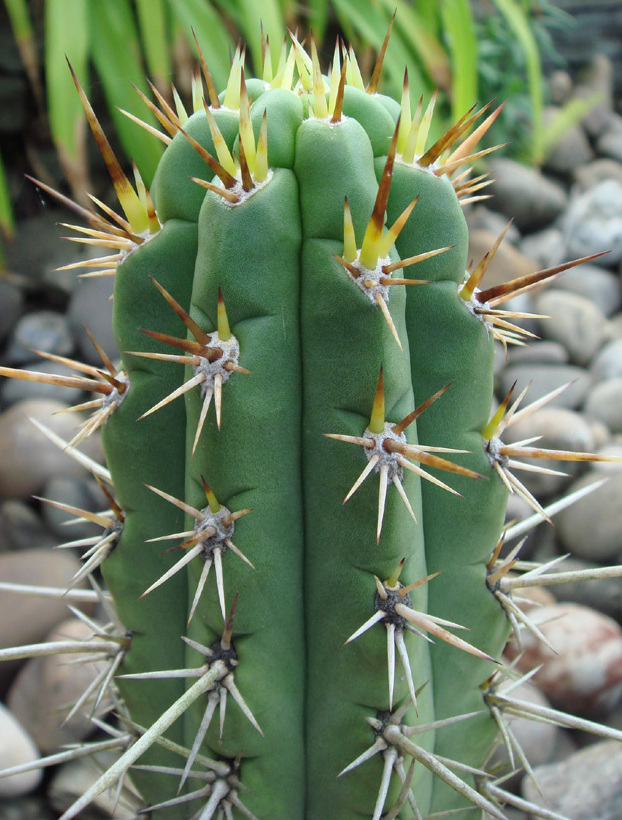
Detalhe das aréolas onde ocorrem os espinhos

## Taxonomia
Echinopsis peruviana foi descrita por (Britton & Rose) H.Friedrich & G.D.Rowley e publicado em International Organization for Succulent Plant Study Bulletin 3(3): 97. 1974.
Echinopsis nome genérico que deriva de "echinos", "ouriço ou ouriço-do-mar", e "opsis", "aparência", em referência à densa cobertura de espinhos que algumas dessas plantas apresentam.
peruviana epíteto geográfica que alude à sua localização no Peru.

### Subespécies
Echinopsis peruviana ssp. puquiensis (Rauh & Backeb.) Ostolaza

### Variedades
Algumas variedades, com nomes cientificamente inválidos, de  Echinopsis peruviana  são:
- var. ancash (KK1688), San Marcos, Ancash, noroeste do Peru.
- var. ayacuchensis (KK2151), sudeste do Peru.
- var. cuzcoensis (KK340), Huachac, Cuzco, sudeste do Peru.
- var. (H14192), Huntington, USA.
- var. huancabamba, Piura, noroeste do Peru.
- var. huancavelica (KK242a),  centroeste do Peru.
- var. huancayo (KK338), centroeste do Peru.
- var. huaraz (KK2152), Ancash, nordeste do Peru.
- var. matucana (KK242) Lima, centroeste do Peru.
- var. puquiensis (KK1689), Puquio, Apurímac Region, sudeste Peru.
- var. Rio Lurin (KK2147), Rio Rimac, Lima, centroeste do Peru.
- var. tarmensis (KK2148), Tarma, Junín, centroeste do Peru.
- var. trujilloensis, Trujillo, La Libertad, nordeste do Peru.

## Conteúdo de mescalina
Echinopsis peruviana é uma das várias espécies de Echinopsis nativas dos Andes que foram relatadas como contendo o alcalóide psicoativo mescalina. Outros incluem Echinopsis pachanoi, Echinopsis lageniformis, Echinopsis scopulicola, Echinopsis santaensis e Echinopsis puquiensis. Todas essas espécies colunares consideradas psicoativas foram chamadas de cactos "San Pedro" em espanhol. As concentrações relatadas de mescalina variam amplamente, com causas sugeridas para incluir: incerteza taxonômica levando a dificuldades na identificação; diferenças genéticas entre espécies e dentro das populações; fatores ambientais, como temperatura e disponibilidade de água, afetando as plantas durante o crescimento; e variações nas técnicas laboratoriais.
Alguns estudos não reportaram nenhum conteúdo de mescalina em espécimes peruanos colhidos na natureza de E. peruviana, e em plantas cultivadas na Europa. Nos estudos que compararam diferentes espécies e cultivares, quando a mescalina foi encontrada, ela tem estado em concentrações muito mais baixas do que nas formas de maior rendimento de outras espécies; por exemplo, 0,24% de peso seco para  E. peruviana KK242 comparado a 4,7% para uma linhagem de E. pachanoi à venda nos tradicionais mercados de xamãs peruanos, um fator de quase 20 vezes menos.

## Uso
O uso do cacto Echinopsis peruviana, no panorama americano do uso de plantas enteógenas está ligada à área do mescalinismo. O uso deste cacto tem fins terapêuticos e adivinhatórios e deve ser estudado no contexto geral dentro dos rituais xamânicos.
O poder terapêutico de uma planta, nas tradições xamânicas andinas, manifesta a qualidade peculiar da planta, seu "poder" ou "virtude", e este poder, que é o caso das plantas sagradas e de certas plantas que gozam de especial prestígio mágico e terapêutico, manifesta a presença de um espírito. Por isso, dentro dessa tradição, "poder", "virtude" e "espírito", são sinônimos.

## Cultivo
Os cortes do cactos podem ser cultivados em vasos ou diretamente no solo, ambos devem ter uma boa drenagem, a drenagem é fundamental para o bom desenvolvimento e sobrevivência do cacto, uma mistura de 1/4 de perlita (ou Vermiculita), 1/4 de areia, 1/4 de composto orgânico e 1/4 de terra argilosa é o ideal, mas desde que garantida a drenagem qualquer solo serve. Os cortes não devem ser enterrados, devem ser colocados em pé sobre o nível do solo e amarrado em uma estaca de apoio, este solo deve estar "fofo" para que as raízes tenham facilidade para crescer, regue apenas uma vez e deixe o cacto sem água até que enraíze bem.
Depois de um a dois meses regue uma vez por semana, caso demore para as raízes crescerem suspenda a água até que o enraizamento seja satisfatório. A rega pode ser diária, semanalmente ou mensalmente, de qualquer forma é importante que tenha um período com água e um período de seca durante o ano, quando colocado no jardim se adapta ao regime de chuvas, não se preocupe se chove muito ou se não chove a dois meses, porém não suporta frio e umidade juntos (geada por exemplo), em uma região muito fria e úmida é necessário protegê-lo da umidade.
O cacto Echinopsis peruviana é muito exigente quanto ao fornecimento de luz, quando a luz não é suficiente ele logo acusa o problema crescendo extremamente rápido, ficando mais fino e mais claro, um lugar sem luz não serve para o  cacto se desenvolver. Os cortes crescem rapidamente, e à medida que crescem as raízes preenchem todo o vaso, este é o momento de transplantar o cacto para um vaso maior.
Como muitos de seus parentes Echinopsis peruviana como uma espécie é facilmente cultivada a partir de sementes, muitas vezes por um método que é chamado em inglês da "Takeaway Tek". Alguns cultivares muito apreciados pelos colecionadores são "Control", "Dawson 1" e "True Blue".

## Estado de conservação
Um estudo fitoquímico de 2004, liderado por pesquisador peruano Víctor Manuel Reyna Pinedo, da Universidade Nacional de Engenharia (Peru), da Universidade Nacional de Engenharia, recomenda considerar E. peruviana na Lista Vermelha da IUCN como uma espécie em perigo de extinção.